# Красненська оборона
Кра́сненська оборо́на (10 (20) лютого 1651 — 13 (23) лютого 1651) — оборона козаками та місцевим населенням на чолі з брацлавським полковником Данилом Нечаєм містечка Красне під час наступу військ Речі Посполитої під командуванням гетьмана польного коронного Мартина Калиновського і брацлавського воєводи Станіслава Лянцкоронського в лютому 1651 року.

## Передумови
Напад на містечко Красне порушив умови Зборівського договору.
Довідавшись про загрозу нападу польського війська, Данило Нечай наказав сотням свого полку збиратися у містечку Красне (що входило до міст порубіжної лінії, якою окреслювався простір Української козацької держави), куди сам прибув 9 (19) лютого 1651.

## Хід битви
У ніч на 10 (20) лютого польське військо (близько 20 тис. осіб разом зі слугами) перетнуло кордон і на світанку його авангард під'їхав до Красного. Сторожа, прийнявши жовнірів за козаків, допустила їх до брами. Оволодівши брамою, польський авангард увірвався до міста. Спалахнув жорстокий бій. Під натиском козаків жовніри почали відступати, але в цей час підійшли основні сили польської армії. Козаки та міщани зі смертельно пораненим Д. Нечаєм відступили до замку, оборону якого очолив обраний полковником Г. Кривенко.
10-11 (20-21) лютого вони відбивали штурми жовнірів.
У ніч на 12 (22) лютого кількасот козаків спробували прорватися, але зазнали поразки. Переслідуючи їх, поляки увірвалися до замку і до ранку 12 (22) лютого оволоділи ним.
Захисники замку були перебиті, міщани (включаючи жінок і дітей) вирізані, а містечко спалене дощенту.

## У літературі
- «Данило Нечай». Історична повість. (Островський Олелько)